# 1982 no cinema

## Filmes
| Data | Filme                                                  | Diretor                           | Elenco                                                                     | Observação | Ref |
| ---- | ------------------------------------------------------ | --------------------------------- | -------------------------------------------------------------------------- | ---------- | --- |
|      | Alsino y el cóndor                                     | Miguel Littín                     | Dean Stockwell                                                             |            |     |
|      | Ana                                                    | António Reis e Margarida Cordeiro |                                                                            |            |     |
|      | Annie                                                  | John Huston                       | Albert Finney e Carol Burnett                                              |            |     |
|      | Le beau mariage                                        | Eric Rohmer                       |                                                                            |            |     |
|      | Blade Runner                                           | Ridley Scott                      | Harrison Ford, Rutger Hauer e Daryl Hannah                                 |            |     |
|      | Britannia Hospital                                     | Lindsay Anderson                  |                                                                            |            |     |
|      | Cannery Row                                            | David S. Ward                     | Nick Nolte e Debra Winger                                                  |            |     |
|      | Le choc                                                | Robin Davis                       | Alain Delon e Catherine Deneuve                                            |            |     |
|      | Come Back to the Five and Dime, Jimmy Dean, Jimmy Dean | Robert Altman                     | Cher                                                                       |            |     |
|      | Conan the Barbarian                                    | John Milius                       | Arnold Schwarzenegger, James Earl Jones e Max von Sydow                    |            |     |
|      | Le confort et l'indifférence                           | Denys Arcand                      |                                                                            |            |     |
|      | Conversa acabada                                       | João Botelho                      | Juliet Berto, Jorge Silva Melo e Manoel de Oliveira                        |            |     |
|      | Creepshow                                              | George A. Romero                  | Adrienne Barbeau, Leslie Nielsen e Ted Danson                              |            |     |
|      | Deathtrap                                              | Sidney Lumet                      | Michael Caine e Christopher Reeve                                          |            |     |
|      | Der Stand der Dinge                                    | Wim Wenders                       | Patrick Bauchau, Artur Semedo e Roger Corman                               |            |     |
|      | Diner                                                  | Barry Levinson                    | Steve Guttenberg, Mickey Rourke e Kevin Bacon                              |            |     |
|      | The Draughtsman's Contract                             | Peter Greenaway                   |                                                                            |            |     |
|      | E.T. the Extra-Terrestrial                             | Steven Spielberg                  | Henry Thomas e Drew Barrymore                                              |            |     |
|      | Fanny och Alexander                                    | Ingmar Bergman                    |                                                                            |            |     |
|      | First Blood                                            | Ted Kotcheff                      | Sylvester Stallone                                                         |            |     |
|      | Five Days One Summer                                   | Fred Zinnemann                    | Sean Connery e Lambert Wilson                                              |            |     |
|      | Frances                                                | Graeme Clifford                   | Jessica Lange e Sam Shepard                                                |            |     |
|      | Gandhi                                                 | Richard Attenborough              | Ben Kingsley, Candice Bergen, John Gielgud e Martin Sheen                  |            |     |
|      | Honkytonk Man                                          |                                   | Clint Eastwood                                                             |            |     |
|      | Identificazione di una donna                           | Michelangelo Antonioni            |                                                                            |            |     |
|      | A Ilha dos Amores                                      | Paulo Rocha                       | Luís Miguel Cintra                                                         |            |     |
|      | Koyaanisqatsi                                          | Godfrey Reggio                    |                                                                            |            |     |
|      | A Midsummer Night's Sex Comedy                         |                                   | Woody Allen e com Mia Farrow, José Ferrer e Mary Steenburgen               |            |     |
|      | Missing                                                | Costa-Gavras                      | Jack Lemmon e Sissy Spacek                                                 |            |     |
|      | Moonlighting                                           | Jerzy Skolimowski                 | Jeremy Irons                                                               |            |     |
|      | La notte di San Lorenzo                                | Paolo e Vittorio Taviani          |                                                                            |            |     |
|      | La nuit de Varennes                                    | Ettore Scola                      | Jean-Louis Barrault, Marcello Mastroianni, Hanna Schygulla e Harvey Keitel |            |     |
|      | An Officer and a Gentleman                             | Taylor Hackford                   | Richard Gere e Debra Winger                                                |            |     |
|      | La passante du Sans-Souci                              | Jacques Rouffio                   | Romy Schneider e Michel Piccoli                                            |            |     |
|      | Passion                                                | Jean-Luc Godard                   | Isabelle Huppert, Hanna Schygulla e Michel Piccoli                         |            |     |
|      | Personal Best                                          | Robert Towne                      | Mariel Hemingway, Scott Glenn, Patrice Donnelly e Kenny Moore              |            |     |
|      | Querelle                                               | Rainer Werner Fassbinder          | Brad Davis, Jeanne Moreau e Franco Nero                                    |            |     |
|      | Le retour de Martin Guerre                             | Daniel Vigne                      | Gérard Depardieu e Nathalie Baye                                           |            |     |
|      | The Return of the Soldier                              | Alan Bridges                      | Alan Bates, Julie Christie, Glenda Jackson, Ann-Margret e Ian Holm         |            |     |
|      | Rocky III                                              |                                   | Sylvester Stallone                                                         |            |     |
|      | Shoot the Moon                                         | Alan Parker                       | Albert Finney e Diane Keaton                                               |            |     |
|      | Sophie's Choice                                        | Alan J. Pakula                    | Meryl Streep, Kevin Kline e Peter MacNicol                                 |            |     |
|      | Star Trek: The Wrath of Khan                           | Nicholas Meyer                    | William Shatner e Leonard Nimoy                                            |            |     |
|      | The Thing                                              | John Carpenter                    | Kurt Russell                                                               |            |     |
|      | Tootsie                                                | Sydney Pollack                    | Dustin Hoffman e Jessica Lange                                             |            |     |
|      | The Verdict                                            | Sidney Lumet                      | Paul Newman, Charlotte Rampling e James Mason                              |            |     |
|      | Yol                                                    | Serif Gören e Yilmaz Güney        |                                                                            |            |     |

## Nascimentos
| Data           | Nome               | Profissão                                  | Nacionalidade          | Observações | Ref |
| -------------- | ------------------ | ------------------------------------------ | ---------------------- | ----------- | --- |
| 7 de janeiro   | Ruth Negga         | atriz                                      | Etiópia / Irlanda      |             |     |
| 13 de janeiro  | Luis Lobianco      | ator                                       | Brasil                 |             |     |
| 17 de janeiro  | Leonardo Miggiorin | ator                                       | Brasil                 |             |     |
| 3 de março     | Jessica Biel       | atriz                                      | Estados Unidos         |             |     |
| 31 de março    | Chloé Zhao         | diretora, roteirista e produtora de cinema | China                  |             |     |
| 3 de Abril     | Sofia Boutella     | atriz                                      | Argélia / França       |             |     |
| 13 de Abril    | Bruno Gagliasso    | ator                                       | Brasil                 |             |     |
| 14 de Abril    | Paola Oliveira     | atriz                                      | Brasil                 |             |     |
| 15 de abril    | Seth Rogen         | ator                                       | Canadá                 |             |     |
| 16 de abril    | Gina Carano        | atriz                                      | Estados Unidos         |             |     |
| 17 de abril    | Bruno Ferrari      | ator                                       | Brasil                 |             |     |
| 30 de Abril    | Kirsten Dunst      | atriz                                      | Estados Unidos         |             |     |
| 30 de Abril    | Andrew Seeley      | ator e cantor                              | Canadá                 |             |     |
| 1 de maio      | Jamie Dornan       | ator                                       | Irlanda                |             |     |
| 3 de maio      | Danielle Deadwyler | atriz                                      | Estados Unidos         |             |     |
| 3 de maio      | Rebecca Hall       | atriz                                      | Reino Unido            |             |     |
| 1 de julho     | Hilarie Burton     | atriz                                      | Estados Unidos         |             |     |
| 18 de julho    | Priyanka Chopra    | atriz                                      | Índia                  |             |     |
| 19 de Julho    | Jared Padalecki    | ator                                       | Estados Unidos         |             |     |
| 24 de julho    | Anna Paquin        | atriz                                      | Canadá / Nova Zelândia |             |     |
| 25 de Julho    | Brad Renfro        | ator                                       | Estados Unidos         | m. 2008     |     |
| 29 de Julho    | Allison Mack       | atriz                                      | Estados Unidos         |             |     |
| 30 de Julho    | Yvonne Strahovski  | atriz                                      | Austrália              |             |     |
| 8 de Agosto    | Ricardo Alves Jr.  | cineasta, produtor e diretor               | Brasil                 |             |     |
| 10 de Agosto   | Devon Aoki         | modelo e atriz                             | Estados Unidos         |             |     |
| 13 de Agosto   | Sebastian Stan     | ator                                       | Roménia                |             |     |
| 8 de Setembro  | Leandra Leal       | atriz                                      | Brasil                 |             |     |
| 23 de setembro | Shyla Stylez       | atriz pornô                                | Canadá                 |             |     |
| 2 de Outubro   | Cléo Pires         | atriz                                      | Brasil                 |             |     |
| 31 de Outubro  | Justin Chatwin     | ator                                       | Canadá                 |             |     |
| 12 de Novembro | Anne Hathaway      | atriz                                      | Estados Unidos         |             |     |
| 29 de Novembro | Gemma Chan         | atriz                                      | Reino Unido            |             |     |
| 30 de Novembro | Elisha Cuthbert    | atriz                                      | Canadá                 |             |     |
| 1 de Dezembro  | Riz Ahmed          | ator                                       | Reino Unido            |             |     |
| 6 de Dezembro  | C.J. Thomason      | ator                                       | Estados Unidos         |             |     |
| 19 de dezembro | Moeko Matsushita   | atriz e cantora                            | Japão                  |             |     |
| 22 de Dezembro | Alinne Moraes      | atriz e modelo                             | Brasil                 |             |     |
| 22 de Dezembro | Brooke Nevin       | atriz                                      | Canadá                 |             |     |
| 30 de Dezembro | Kristin Kreuk      | atriz                                      | Canadá                 |             |     |

## Mortes
| Data            | Nome                     | Profissão                                    | Nacionalidade                | Observações | Ref |
| --------------- | ------------------------ | -------------------------------------------- | ---------------------------- | ----------- | --- |
| 11 de fevereiro | Takashi Shimura          | ator                                         | Japão                        | n. 1905     |     |
| 11 de fevereiro | Eleanor Powell           | atriz                                        | Estados Unidos               | n. 1912     |     |
| 12 de fevereiro | Marisa Prado             | atriz                                        | Brasil                       | n. 1930     |     |
| 17 de fevereiro | Lee Strasberg            | ator, produtor e professor de arte dramática | Estados Unidos               | n. 1901     |     |
| 24 de fevereiro | Virginia Bruce           | atriz                                        | Estados Unidos               | n. 1910     |     |
| 5 de março      | John Belushi             | ator                                         | Estados Unidos               | n. 1949     |     |
| 3 de abril      | Warren Oates             | ator                                         | Estados Unidos               | n. 1928     |     |
| 29 de maio      | Romy Schneider           | atriz                                        | Áustria                      | n. 1938     |     |
| 10 de junho     | Rainer Werner Fassbinder | cineasta, roteirista e ator                  | Alemanha Ocidental           | n. 1945     |     |
| 18 de junho     | Curd Jürgens             | ator                                         | Alemanha Ocidental / Áustria | n. 1915     |     |
| 29 de junho     | Henry King               | realizador                                   | Estados Unidos               | n. 1886     |     |
| 16 de julho     | Patrick Dewaere          | ator                                         | França                       | n. 1947     |     |
| 23 de julho     | Vic Morrow               | ator                                         | Estados Unidos               | n. 1929     |     |
| 12 de agosto    | Henry Fonda              | ator                                         | Estados Unidos               | n. 1905     |     |
| 13 de agosto    | Charles Walters          | cineasta                                     | Estados Unidos               | n. 1911     |     |
| 22 de agosto    | Arthur Duarte            | cineasta                                     | Portugal                     | n. 1895     |     |
| 23 de agosto    | Alberto Cavalcanti       | cineasta, roteirista e produtor              | Brasil                       | n. 1897     |     |
| 29 de agosto    | Ingrid Bergman           | atriz                                        | Suécia                       | n. 1915     |     |
| 14 de setembro  | Grace Kelly              | atriz                                        | Estados Unidos               | n. 1929     |     |
| 8 de outubro    | Fernando Lamas           | ator                                         | Argentina                    | n. 1915     |     |
| 28 de outubro   | Valerio Zurlini          | cineasta                                     | Itália                       | n. 1926     |     |
| 1 de novembro   | King Vidor               | cineasta                                     | Estados Unidos               | n. 1894     |     |
| 4 de novembro   | Dominique Dunne          | atriz                                        | Estados Unidos               | n. 1959     |     |
| 5 de novembro   | Jacques Tati             | cineasta                                     | França                       | n. 1907     |     |
| 10 de novembro  | Elio Petri               | cineasta                                     | Itália                       | n. 1929     |     |
| 23 de novembro  | Lima Barreto             | cineasta                                     | Brasil                       | n. 1906     |     |